# Sanu Sharma
Œuvres principales
Artha, Biplavi, Ekadeshmaa, Utsarga, Arko Deshma
Sanu Sharma (népalais : सानु शर्मा) née à Katmandou, Népal est un romancier, nouvelliste et poète qui vit à Sydney, en Australie. Elle a publié plusieurs livres de romans et recueils de nouvelles. En 2018, son recueil de nouvelles Ekadeshmaa a été nommé pour le prix Madan Puraskar et a été présélectionné, figurant ainsi sur la liste finale avec sept autres livres,,,,.

## Jeunesse
Sanu Sharma est née au Hôpital de maternité et de gynécologie Paropakar, une maternité et hôpital pour femmes à Katmandou. Elle a grandi à parts égales à Katmandou et dans la plaine du Teraï au Népal.

## Carrière littéraire
Sharma a publié son premier roman Ardhaviram en 2003 et Jeetko Paribhasha, ie deuxième, en 2010. Elle a publié son troisième roman Artha en 2011.
En 2017, Sharma a publié son quatrième roman Biplavi ; et elle a publié son cinquième livre et premier recueil de nouvelles Ekadeshmaa en 2018. Ekadeshmaa a attiré l'attention d'un plus large public et a été acclamé par davantage de ses lecteurs et critiques. Par la suite, il a été nommé pour le Madan Puraskar, un prix considéré comme le plus grand prix littéraire de la littérature népalaise,,.
Après le succès dEkadeshmaa, Sharma a publié son cinquième roman, Utsarga, et le sixième, Pharak, respectivement en 2021 et 2022. En septembre 2023, elle a publié son huitième livre et son septième roman, Tee Saat Din, édité par Ratna Pustak Bhandar. En avril 2024, elle a publié son neuvième livre, une deuxième collection de nouvelles intitulée Arko Deshma, édité par FinePrint publication,,,.
Sanu Sharma est également poète, parolière et écrivaine de ghazal. Certains de ses ghazals ont été présentés dans le livre collaboratif Kaifiyat 2. Ses paroles ont été interprétées par un éventail diversifié de chanteurs, mises en musique par des musiciens népalais. Ses poèmes népalais originaux ont été traduits dans d'autres langues et publiés à plusieurs endroits,,.

## Œuvres
Voici une liste de livres écrits par Sanu Sharma. Elle a à son actif des romans tels que Ardhaviram, Jeetko Paribhasha, Artha, Biplavi, Utsarga, Pharak et Tee Saat Din. Elle a également publié des recueils de nouvelles tels que Ekadeshmaa et Arko Deshma, un livre collaboratif de Ghazals intitulé Kaifiyat 2,,,.